# Abchasisches Gebirge
Das Abchasische Gebirge oder Tschchalta-Gebirge (russisch Абхазский хребет; georgisch აფხაზეთის ქედი) ist ein Gebirgszug in Abchasien im Nordwesten von Georgien.
Das Gebirge erstreckt sich über eine Länge von 40 km in West-Ost-Richtung südlich des westlichen Hauptkamms des Großen Kaukasus. Es wird im Norden und Osten von den Flusstälern der Tschchalta und des Kodori abgegrenzt. Im Westen schließt sich jenseits des 1870 m hohen Amtkeli-Passes und dem weiter südlich gelegenen Flusstal des Kelassur das Bsipi-Gebirge an. In der Schchalizga erreicht der Gebirgszug eine Höhe von 3026 m. 
Das Gebirge besteht aus Porphyr aus dem Jura sowie aus Glimmerschiefer.
Die Flüsse Amtkeli und Dschampali entwässern das Gebirge nach Süden hin. Durch einen Erdrutsch am 3. Oktober 1891 entstand der Amtkeli-See.

## Berge (Auswahl)
Im Folgenden sind eine Reihe von Gipfeln entlang dem Hauptkamm des Abchasischen Gebirges sortiert in West-Ost-Richtung aufgelistet:
- Schchalizga (3026 m) (⊙)